# Morten Ramsbøl

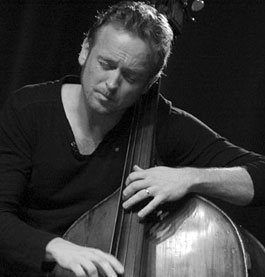
Morten Ramsbøl (2014)

Morten Toftgård Ramsbøl (* 1970 in Aarhus) ist ein dänischer Jazzmusiker (Kontrabass).

## Werdegang
Ramsbøl studierte am Det Jyske Musikkonservatorium und nahm Privatunterricht bei Niels-Henning Ørsted Pedersen, Christian McBride, Jens Jefsen, Peter Vuust und Jesper Lundgaard.
Ramsbøl leitete seine eigene Band, die 2002 das Album Short Stay vorlegte und war Mitglied von Klüvers Big Band, wo er mit Solisten wie Veronica Mortensen, Kurt Elling auftrat. Weiterhin arbeitete er mit Sinne Eeg, Jim Rotondi, Olaf Polziehn, Antonio Sánchez, Cæcilie Norby, Scott Hamilton, Jeff Tain Watts, Morten Lund, Mads Bærentzen, Eric Alexander, Kristian Leth, Jeff Ballard, Jacob Karlzon sowie Lars Jansson. Weiterhin gehörte er 2010 zum Quartett von Didier Lockwood und Niels Lan Doky und spielte im Trio von Søren Møller das Album Playlist ein. Auch ging er mit dem Gino Vannelli  European  Quartet und dem Benny Green & Ulf Wakenius Special Quartet auf Tournee. Tom Lord verzeichnet in seiner Diskographie 15 Aufnahmen Ramsbøls zwischen 1999 und 2019 im Bereich des Jazz.
Ramsbøl wurde im Oktober 2013 (als Nachfolger von Wayne Darling) Professor für Kontrabass an der Universität für Musik und darstellende Kunst Graz.

## Diskographische Hinweise
- Morten Ramsbøl Group Featuring Joey Baron Short Stay (Music Mecca 2002, mit Hans Ulrik, Jesper Nordenström, Uffe Steen)
- Lars Møller/Aarhus Jazz Orchestra ReWrite of Spring (Dacapo Records 2015)
- Morten Ramsbøl, Pippo Corvino, Anıl Bilgen How Far Is the Moon (Natango Music 2016)[3]